# Beast Wars II - Chō seimeitai Transformer
Beast Wars II - Chō seimeitai Transformer (ビーストウォーズＩＩ 超生命体トランスフォーマー, Bīsuto Wōzu Sekando - Chō seimeitai Toransufōmā) è una serie animata dei Transformers in 43 episodi, realizzata in Giappone nel 1998 e lì trasmessa tra la prima e la seconda stagione della precedente Rombi di tuono e cieli di fuoco per i Biocombat. La serie è inedita in Italia.

## Trama e protagonisti
La serie, disegnata in classica animazione giapponese invece che in computer grafica, vede come protagonisti nuovi robot del gruppo Maximal (in giapponese Cybertron) capitanati da Lio Convoy, fiero combattente dal cuore d'oro e dalla mente sofisticatamente intelligente, che diventa un leone albino.
Il gruppo rivale, votato alla distruzione e alla conquista dell'universo, è quello dei Predacon (in giapponese Destron). Il malvagio leader dei Predacon è Galvatron, robot in grado di trasformarsi in un drago.

## Personaggi principali

### Maximal
- Lio Convoy
- Apache
- Bighorn
- Tasmania Kid
- Diver
- Scuba

### Predacon
- Galvatron
- Megastorm/Gigastorm
- Starscream/Hellscream

## Episodi
| Nº | Giapponese 「Kanji」 - Rōmaji                              | In onda           | In onda |
| Nº | Giapponese 「Kanji」 - Rōmaji                              | Giapponese        |         |
| 1  | 「新軍団登場!」 - shin gundan tōjō!                        | 1º aprile 1998    |         |
| 2  | 「白いライオン、走る!」 - shiroi raion, hashiru!           | 8 aprile 1998     |         |
| 3  | 「ビッグホーンの怒り」 - bigguhon no ikari                 | 15 aprile 1998    |         |
| 4  | 「湖のワナ」 - mizūmi no wana                              | 22 aprile 1998    |         |
| 5  | 「復活ガルバトロン」 - fukkatsu garubatoron                | 29 aprile 1998    |         |
| 6  | 「古代遺跡のナゾ」 - kodai iseki no nazo                   | 6 maggio 1998     |         |
| 7  | 「昆虫軍団現わる」 - konchū gundan arawa ru                | 13 maggio 1998    |         |
| 8  | 「敵・味方?昆虫ロボ」 - teki. mikata? konchū robo          | 20 maggio 1998    |         |
| 9  | 「最強タッグ結成?」 - saikyō taggu kessei?                 | 27 maggio 1998    |         |
| 10 | 「オートローラーズ出撃せよ!」 - otororazu shutsugeki seyo! | 3 giugno 1998     |         |
| 11 | 「危うし!シザーボーイ」 - abunau shi! shizaboi             | 10 giugno 1998    |         |
| 12 | 「ガルバトロン大暴走」 - garubatoron daibōsō               | 17 giugno 1998    |         |
| 13 | 「デストロン総攻撃!」 - desutoron sōkōgeki!                | 24 giugno 1998    |         |
| 14 | 「合体巨人トリプルダクス」 - gattai kyojin toripurudakusu  | 1º luglio 1998    |         |
| 15 | 「陽気なジョイントロン」 - yōki na jointoron               | 8 luglio 1998     |         |
| 16 | 「恐るべし合体作戦?」 - osorubeshi gattai sakusen?         | 15 luglio 1998    |         |
| 17 | 「リーダーは誰だ!?」 - rida ha dare da!?                   | 22 luglio 1998    |         |
| 18 | 「黒いライオコンボイ」 - kuroi raiokonboi                  | 29 luglio 1998    |         |
| 19 | 「宇宙海賊シーコンズ!」 - uchūkaizoku shikonzu!            | 5 agosto 1998     |         |
| 20 | 「最強戦士は誰だ!?」 - saikyō senshi ha dare da!?          | 12 agosto 1998    |         |
| 21 | 「イカしたスクーバ」 - ika shita sukuba                    | 19 agosto 1998    |         |
| 22 | 「メガストームの計算」 - megasutomu no keisan              | 26 agosto 1998    |         |
| 23 | 「海中の対決」 - kaichū no taiketsu                        | 2 settembre 1998  |         |
| 24 | 「夕陽に向かって」 - yūhi ni muka tte                      | 9 settembre 1998  |         |
| 25 | 「最後の戦い」 - saigo no tatakai                          | 16 settembre 1998 |         |
| 26 | 「ライオジュニア登場」 - raiojunia tōjō                    | 23 settembre 1998 |         |
| 27 | 「新生メガストーム」 - shinsei megasutomu                  | 30 settembre 1998 |         |
| 28 | 「新兵器タコタンク」 - shinheiki takotanku                 | 7 ottobre 1998    |         |
| 29 | 「人工惑星ネメシス」 - jinkōwakusei nemeshisu              | 14 ottobre 1998   |         |
| 30 | 「ギガストームの裏切り」 - gigasutomu no uragiri           | 21 ottobre 1998   |         |
| 31 | 「スタースクリームの最期」 - sutasukurimu no saigo         | 28 ottobre 1998   |         |
| 32 | 「ライオコンボイ暗殺計画」 - raiokonboi ansatsukeikaku     | 3 novembre 1998   |         |
| 33 | 「アンゴルモア冷凍大作戦」 - angorumoa reitō daisakusen    | 11 novembre 1998  |         |
| 34 | 「ネメシスをぶっ飛ばせ」 - nemeshisu wobutsu toba se       | 18 novembre 1998  |         |
| 35 | 「ライオジュニアの反乱!?」 - raiojunia no hanran!?         | 25 novembre 1998  |         |
| 36 | 「第四惑星の使者」 - daiyonwakusei no shisha               | 2 dicembre 1998   |         |
| 37 | 「惑星ガイアの危機」 - wakusei gaia no kiki                | 9 dicembre 1998   |         |
| 38 | 「飛び出せ!惑星ガイア」 - tobidase! wakusei gaia           | 16 dicembre 1998  |         |
| 39 | 「勢揃い 三十九戦士」 - seizoroi sanjū kyū senshi          | 23 dicembre 1998  |         |
| 40 | 「宇宙海賊の復讐」 - uchūkaizoku no fukushū                | 30 dicembre 1998  |         |
| 41 | 「ネメシスへの突入」 - nemeshisu heno totsunyū             | 13 gennaio 1999   |         |
| 42 | 「伝説!緑の戦士」 - densetsu! midori no senshi             | 20 gennaio 1999   |         |
| 43 | 「さらば!ライオコンボイ」 - saraba! raiokonboi             | 27 gennaio 1999   |         |

## Film
La seconda parte del film Beast Wars Special - Chō seimeitai Transformer, intitolata Lio Convoy kikiippatsu! e della durata di 47 minuti è basata su questa serie. In tale segmento compare anche Black Jack, capo dei Maximal già apparso nella serie precedente.